# 1969 en Algérie
Chronologie de l’Algérie
- 1965
- 1966
- 1967
- 1968
- 1969
- 1970
- 1971
- 1972
- 1973

Cet article présente les faits marquants de l'année 1969 en Algérie ou relatifs à l'Algérie; datation selon le calendrier grégorien.

## Événements
- 8-9 juillet : l’Algérie adhère à l’OPEP lors de la conférence tenue à Vienne[1].
- 21 juillet-1er août : première édition du festival panafricain d’Alger. De grands défilés artistiques dans les rues de la ville et des représentations musicales venant de tous les coins de l’Afrique sous le signe des mouvements de libération des pays africains opprimés à l’époque[2].

## Sports

### Basket-ball
- Coupe d'Algérie de basket-ball 1968-1969
- Coupe d'Algérie de basket-ball 1969-1970

### Football
- Équipe d'Algérie de football en 1969
- Championnat d'Algérie de football 1968-1969
- Championnat d'Algérie de football 1969-1970
- Championnat d'Algérie de football de deuxième division 1968-1969
- Championnat d'Algérie de football de deuxième division 1969-1970
- Championnat d'Algérie de football de troisième division 1968-1969
- Coupe d'Algérie de football 1968-1969
- Coupe d'Algérie de football 1969-1970
- Saison 1968-1969 de l'ASM Oran
- Saison 1968-1969 du CR Belcourt
- Saison 1969-1970 du CR Belcourt

## Culture
- Les Hors-la-loi, film algérien réalisé par Tewfik Fares et sorti en 1969.
- Monangambée, film franco-algéro-angolais réalisé par Sarah Maldoror et sorti en 1969.
- Z, film franco-algérien écrit et réalisé par Costa-Gavras et sorti en 1969. C'est l'adaptation cinématographique du roman du même nom de Vassílis Vassilikós, écrit à la suite de l'assassinat du député grec Grigóris Lambrákis à Thessalonique en mai 1963, avec comme juge d'instruction dans cette affaire Chrístos Sartzetákis, qui deviendra président de la République de Grèce de 1985 à 1990.

## Naissances en 1969
- Naissance en Algérie en 1969

## Décès en 1969
- Décès en Algérie en 1969